# Copa México 1954-1955
La Copa México 1954-1955 è stata la trentanovesima edizione del secondo torneo calcistico messicano e la dodicesima nell'era professionistica del calcio messicano. È cominciata il 5 febbraio e si è conclusa il 6 marzo 1955. La vittoria finale è stata dell'América.

## Formula
Le 12 squadre partecipanti si affrontano in turni ad eliminazione (con gare di andata e ritorno i primi due turni, in gara unica le semifinali e la finale).

## Ottavi di Finale
- América, León, Oro e Zacatepec passano il turno senza giocare.

| Squadra 1   | Totale | Squadra 2 | Andata        | Ritorno      |
| ----------- | ------ | --------- | ------------- | ------------ |
|             |        |           | 5/6 feb. 1955 | 13 feb. 1955 |
| Guadalajara | 8 - 1  | Marte     | 4 - 0         | 4 - 1        |
| Necaxa      | 3 - 3  | Toluca    | 0 - 3         | 3 - 0        |
| Puebla      | 0 - 3  | Atlante   | 0 - 0         | 0 - 3        |
| Tampico     | 4 - 2  | Irapuato  | 2 - 0         | 2 - 2        |

### Spareggio
| Squadra 1        | Risultato      | Squadra 2 |
| ---------------- | -------------- | --------- |
| 15 febbraio 1955 |                |           |
| Toluca           | 0 - 0(3-6 dcr) | Necaxa    |

## Quarti di Finale
| Squadra 1 | Totale | Squadra 2    | Andata       | Ritorno         |
| --------- | ------ | ------------ | ------------ | --------------- |
|           |        |              | 20 feb. 1955 | 24/27 feb. 1955 |
| León      | 1 - 3  | CD Zacatepec | 1 - 0        | 0 - 3           |
| Necaxa    | 2 - 5  | Atlante      | 1 - 3        | 1 - 2           |
| Oro       | 1 - 4  | América      | 0 - 1        | 1 - 3           |
| Tampico   | 1 - 7  | Guadalajara  | 1 - 2        | 0 - 5           |

## Semifinali
| Squadra 1    | Risultato     | Squadra 2    |
| ------------ | ------------- | ------------ |
| 3 marzo 1955 |               |              |
| Guadalajara  | 4 - 1         | CD Zacatepec |
| América      | 2 - 1(d.t.s.) | Atlante      |

## Finale
| Città del Messico 5 marzo 1955, ore 15:00           | América   | 1 – 0 | Guadalajara | Estadio de la Ciudad de los Deportes |
| \| \| \| \| \| 49’ Manuel Cañibe \| Marcatori \| \| |           |       |             |                                      |
|                                                     |           |       |             |                                      |
| 49’ Manuel Cañibe                                   | Marcatori |       |             |                                      |

### Verdetto Finale
Il America vince la copa México 1954-1955.

## Coppa "Campeón de Campeones" 1955
- Partecipano le squadre vincitrici del campionato messicano: Zacatepec e della coppa del Messico: America. L'America si aggiudica il titolo.

## Finale
| Città del Messico 10 marzo 1955, ore 15:00 | América    | 3 – 2 | CD Zacatepec | Estadio de la Ciudad de los Deportes |
| \| \| \| \| \| 63’ Pedro Nájera 76’, 81’ Manuel Cañibe \| Marcatori \| Mateo Nicoláu 71’ Carlos Turcato 88’ (rig.) \| \| Manuel Camacho Norberto Iácono Héctor Uzal J. Lemus Héctor Ferrari R. Esqueda Emilio Fizel José Santiago Manuel Cañibe Eduardo González Palmer Pedro Nájera \| Formazioni \| Evaristo Murillo “Tito” Izaguirre Samuel Cuburu José Antonio Roca Raúl Cárdenas Francisco Hernández Pedro Arnauda Carlos Turcato Mario Pérez Plascencia Ernesto Candia Mateo Nicoláu \| \| Octavio Vial \| Allenatori \| Ignacio Trélles \| |            | |              |                                      |
| |            | |              |                                      |
| 63’ Pedro Nájera 76’, 81’ Manuel Cañibe | Marcatori  | Mateo Nicoláu 71’ Carlos Turcato 88’ (rig.) |              |                                      |
| Manuel Camacho Norberto Iácono Héctor Uzal J. Lemus Héctor Ferrari R. Esqueda Emilio Fizel José Santiago Manuel Cañibe Eduardo González Palmer Pedro Nájera | Formazioni | Evaristo Murillo “Tito” Izaguirre Samuel Cuburu José Antonio Roca Raúl Cárdenas Francisco Hernández Pedro Arnauda Carlos Turcato Mario Pérez Plascencia Ernesto Candia Mateo Nicoláu |              |                                      |
| Octavio Vial | Allenatori | Ignacio Trélles |              |                                      |